# US Triestina
De Unione Sportiva Triestina Calcio, ook wel kortweg US Triestina, is een Italiaanse voetbalclub uit Triëst, uitkomend in de Lega Pro Prima Divisione. Van 2002 tot 2011 speelde de club in de Serie B. Daarvoor speelde Triestina elf seizoenen in de Serie C en Serie D. De club werd opgericht in 1918 als Ponziana Triëst.
Na de Tweede Wereldoorlog maakte de stad enkele jaren deel uit van Joegoslavië; toen speelde Ponziana enkele seizoenen in de Joegoslavische hoogste klasse.

## Eindklasseringen
| Seizoen | Competitie                       | Niveau | Eindstand | Coppa Italia | Opmerking                                                                   |
| ------- | -------------------------------- | ------ | --------- | ------------ | --------------------------------------------------------------------------- |
| 2000/01 | Serie C2                         | IV     | 5         | --           | winnaar promotieserie > AC Mestre                                           |
| 2001/02 | Serie C1                         | III    | 5         | --           | winnaar promotieserie > AS Lucchese                                         |
| 2002/03 | Serie B                          | II     | 5         | 8e finale    |                                                                             |
| 2003/04 | Serie B                          | II     | 10        | 2e groep 4   |                                                                             |
| 2004/05 | Serie B                          | II     | 19        | 2e ronde     | winnaar play-outs > Vicenza Calcio                                          |
| 2005/06 | Serie B                          | II     | 14        | 1e ronde     |                                                                             |
| 2006/07 | Serie B                          | II     | 17        | 8e finale    |                                                                             |
| 2007/08 | Serie B                          | II     | 12        | 3e ronde     |                                                                             |
| 2008/09 | Serie B                          | II     | 8         | 3e ronde     |                                                                             |
| 2009/10 | Serie B                          | II     | 18        | 8e finale    |                                                                             |
| 2010/11 | Serie B                          | II     | 20        | 2e ronde     |                                                                             |
| 2011/12 | Lega Pro Prima Divisione         | III    | 15        | 3e ronde     | verlies play-out > Latina Calcio; Failliet                                  |
| 2012/13 | Eccellenza Friuli-Venezia Giulia | VI     | 2         | --           |                                                                             |
| 2013/14 | Serie D Girone C                 | V      | 10        | --           |                                                                             |
| 2014/15 | Serie D Girone C                 | IV     | 15        | --           | winnaar play-out > US Dro 3-1 n.v.                                          |
| 2015/16 | Serie D Girone C                 | IV     | 16        | --           | winnaar play-out > ASD Liventina; Failliet                                  |
| 2016/17 | Serie D Girone C                 | IV     | 2         | --           | winnaar promotieserie > Virtus Verona 1-1 w.n.s.                            |
| 2017/18 | Serie C Girone B                 | III    | 11        | 2e ronde     |                                                                             |
| 2018/19 | Serie C Girone B                 | III    | 2         | 1e ronde     | Finale promotieserie > AC Pisa 3-5 n.v.; Ligatopscorer: Pablo Granoche (20) |
| 2019/20 | Serie C Girone B                 | III    | 8         | 2e ronde     | 8e finale promotieserie                                                     |
| 2020/21 | Serie C Girone B                 | III    | 6         | 2e ronde     | 1e ronde promotieserie                                                      |
| 2021/22 | Serie C Girone B                 | III    | 5         | --           | 8e finale promotieserie                                                     |
| 2022/23 | Serie C Girone A                 | III    | 18        | --           | play-out > FC Sangiuliano City: 0-0 / 2-1                                   |
| 2023/24 | Serie C Girone A                 | III    | 4         | --           | Ligatopscorer: Facundo Lescano (16)                                         |
| 2024/25 | Serie C Girone A                 | III    | 16        | --           | play-out > Calcio Caldiero Terme: 0-0 (U) /                                 |

## Bekende (ex-)spelers
- Alberto Aquilani
- Dino Baggio
- Ildefons Lima
- Cesare Maldini
- Giampiero Marini
- Alain Nef
- Marco Olivieri
- Ivan Pelizzoli
- Nereo Rocco
- Rudi Strittich
- Kurt Zaro